# 솔뫼중학교
솔뫼중학교(솔뫼中學校)는 대한민국 경기도 의정부시 용현동에 있는 공립 중학교이다.

## 학교 연혁
- 2008년 1월 15일 : 솔뫼중학교 24학급 설립 인가
- 2008년 3월 1일 : 초대 유경실 교장 취임
- 2008년 3월 2일 : 개교 및 제1회 입학식(7학급 편성)
- 2009년 3월 1일 : 경기도교육청지정 교원능력개발평가 선도학교
- 2009년 8월 5일 : 경기도교육청 교과교실제 C형 운영학교 선정
- 2009년 8월 11일 : 학교도서관 리모델링
- 2010년 2월 25일 : 경기도교육청 교과교실 C형 시설 구축 (수학, 과학, 영어 각3실 계 9실, 교과연구실 3실, 학생쉼터 5실)
- 2011년 2월 10일 : 제1회 졸업식 (7학급 247명)
- 2011년 10월 10일 : 교과교실 거점학교(의정부, 동두천·양주, 포천, 연천지역) 운영
- 2013년 3월 4일 : 의정부 혁신교육사업지구 '창의지성 행복학교' 운영
- 2016년 3월 1일 : 경기도교육청 '혁신공감학교' 운영
- 2018년 3월 1일 : 소프트웨어(S/W)교육 선도학교 운영
- 2021년 3월 1일 : 제6대 신원철 교장 부임
- 2021년 3월 1일 : 인공지능(AI)교육 선도학교 운영
- 2023년 1월 4일 : 제13회 졸업(108명) 졸업생 누계 2,421명

## 참고 자료
- 솔뫼중학교 - 한국교육학술정보원 학교알리미